# Єгоров Олексій Валентинович
Олексій Валентинович Єгоров (нар. 5 серпня 1964) — український гравець у водне поло. Він брав участь у турнірі серед чоловіків на літніх Олімпійських іграх 1996 року. Збірна України тоді посіла 6-те (останнє) місце у групі B, а потім 12-те (останнє) місце за підсумками турніру.